# 沙特基區

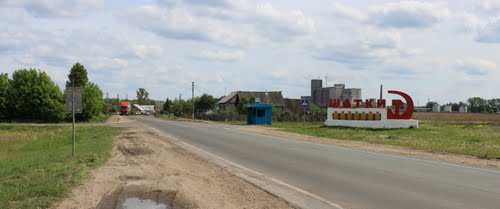

55°11′N 44°09′E / 55.183°N 44.150°E
沙特基區（俄语：Шатковский район），是俄羅斯的一個區，位於該國西部，由下諾夫哥羅德州負責管轄，始建於1929年，面積1,440.7平方公里，2010年人口27,018，人口密度每平方公里18.75人。